# انترورسباخ
انترورسباخ (به آلمانی: Unterauersbach) یک منطقهٔ مسکونی در اتریش است که در زودوست‌اشتایرمارک واقع شده‌است. انترورسباخ ۷٫۸۹ کیلومتر مربع مساحت دارد ۳۳۰ متر بالاتر از سطح دریا واقع شده‌است.